# Storie sospese
Storie sospese è un film drammatico del 2015 diretto da Stefano Chiantini e uscito in Italia il 3 settembre 2015. È stato girato a Villa Santa Maria (CH), Avezzano ed altre località della provincia dell'Aquila in Abruzzo.

## Trama
Thomas è un rocciatore padre di tre figli. In seguito ad un incidente mortale sul posto di lavoro, la sua ditta chiude e Thomas si ritrova disoccupato. Un vecchio rocciatore diventato imprenditore, Ermanno, gli affida un lavoro in un paese abruzzese. Lì conosce Aurora, un'istitutrice, e cominciano delle relazioni complesse.